# Sofia Norlin
Sara Maria Sofia Norlin, född 23 januari 1974 i Njurunda församling i Medelpad, är en svensk filmregissör och manusförfattare.
Norlin har studerat film vid Paris-St. Denis och på Stockholms Filmskola. Hon har arbetat med film och teater i Frankrike och Sverige sedan 1994 och arbetar även regelbundet som filmpedagog för ungdomar i Parisregionen. Hon filmdebuterade 2005 med kortfilmen Strömmarna, vilken belönades med Franska Dramatikerförbundets pris till bästa franskspråkiga kortfilm 2005 samt publikens pris vid festivalen Ciné Junior 94 i Paris. 2013 långfilmsdebuterade hon med Ömheten.

## Filmografi
- 2005 – Strömmarna (regi och manus)
- 2013 – Ömheten (regi och manus)